# Gutowo Małe
Gutowo Małe – wieś w Polsce położona w województwie wielkopolskim, w powiecie wrzesińskim, w gminie Września, w bezleśnej okolicy, na północ od linii kolejowej nr 3.
Pod koniec XIX wieku Gutowy albo Gutowo Małe dzieliły się na wieś i dominium. Wieś liczyła 12 domów ze 151 mieszkańcami (z wyjątkiem 4 ewangelików wszyscy wyznania katolickiego), zaś dominium obejmowało 1944 mórg rozliczeniowych z 7 domostwami i 123 mieszkańcami. W latach 1975–1998 miejscowość administracyjnie należała do województwa poznańskiego. W 2011 liczyła 673 mieszkańców.